# 미국 약전
미국 약전(United States Pharmacopeia, USP)은 상표와 저작권을 소유한 비영리 조직인 미국 약전 협약 (일반적으로 USP라고 함)에서 매년 발행하는 미국의 약전(약물 정보 개요)이다. USP는 USP-NF (National Formulary)와 결합된 형태로 출판된다. 의약품 성분 또는 의약품에 적용 가능한 USP 품질 표준(USP-NF 모노그래프 형식)이 있는 경우, "USP" 또는 "NF"라는 명칭을 사용하려면 해당 규격을 준수해야 한다. USP 표준이 적용되는 약물에는 인간 약물(처방전, 비처방 또는 기타)과 동물 약물이 모두 포함된다. USP-NF 표준은 미국 연방법에서도 역할을 한다. USP-NF 에서 승인된 이름을 가진 약물 또는 약물 성분은 강도, 품질 또는 순도에 대한 공정서 표준을 충족하지 않는 경우 불순물로 간주된다. USP는 또한 식이 보조제 및 식품 성분에 대한 표준을 설정한다(식품 화학 물질 코덱스의 일부). USP는 표준을 시행하는 데 아무런 역할도 하지 않는다. 시행은 미국 식품의약국 (FDA) 및 미국 내 기타 정부 당국의 책임이다.

## 제품 품질 표준 및 검증
USP는 의약품, 식품 성분, 건강 보조 식품 및 성분에 대한 문서 및 물리적 표준을 설정한다. 이러한 표준은 규제 기관 및 제조업체에서 이러한 제품이 강도, 품질, 순도 및 일관성뿐만 아니라 적절한 정체성을 갖도록 하는 데 사용된다. USP 800은 미국 약전에 의해 만들어진 간행물의 예이다.
미국에서 구입할 수 있는 처방전 및 비처방 의약품은 연방법에 따라 USP-NF 공개 표준(해당 표준이 있는 경우)을 충족해야 한다. 다른 많은 국가에서는 자체 약전을 발행하거나 정부 약전을 보완하는 대신 USP-NF 를 사용한다.
식품 성분에 대한 USP의 표준은 FCC (Food Chemicals Codex)에서 찾을 수 있다. FCC는 방부제, 향료, 색소 및 영양소와 같은 식품 성분의 품질과 순도에 대해 국제적으로 사용되는 표준 개요이다. FCC는 호주, 캐나다 및 뉴질랜드와 같은 국가에서 법률로 인정되지만 현재 FCC 표준은 200개 이상의 FDA 식품 규정에 참조로 통합되어 있지만 현재 미국에서는 법적인 인정을 하지 않는다. USP는 2006년 의학 협회(Institute of Medicine)에서 FCC 를 획득했다. 의학 협회(IOM)은 FCC 의 처음 5개 판을 출판했다.
USP는 또한 건강 보조 식품 및 성분에 대한 검증 프로그램을 수행한다. USP는 실험 및 감사 프로그램이다. 프로그램의 요구 사항을 충족하는 제품은 라벨에 USP 인증 식이 보충제 마크를 표시할 수 있다. 이것은 제조업체가 USP 표준을 준수한다고 주장하는 식이 보충제 라벨에 "USP"라는 글자만 표시되는 것과는 다르다. USP는 'USP 인증' 제품과 같은 제품을 테스트하지 않는다.

## 의료 정보
과거에 의회는 미국 보건복지부(HHS) 장관이 메드케어(Medicare) 처방약 혜택 플랜이 처방집 을 개발하는 데 사용할 수 있는 약물 분류 시스템을 개발하도록 USP에 요청하고 치료 용도의 변경 사항을 반영하기 위해 이러한 분류를 수시로 수정하도록 승인했다. 파트 D 약품의 보장 및 보장되는 새로운 파트 D 약품의 추가. USP는 2015-2017 혜택 연도에 대해 2014년 초에 마지막으로 발행된 모델 지침의 6가지 버전을 개발했다.

## 의약품 품질 프로그램 홍보
1992년부터 USP는 미국 국제개발처 (USAID)와 협력하여 개발도상국이 품질이 좋지 않은 의약품과 관련된 중요한 문제를 해결할 수 있도록 도왔다. 이 파트너십은 2009년까지 약물 품질 및 정보(DQI) 프로그램으로 운영되었다. 이 때 USAID는 증가하는 글로벌 요구를 더 잘 충족하기 위해 USP에서 5년 간의 3,500만 달러 협력 계약을 체결하여 새롭고 확장된 프로그램 의약품 품질 촉진 (PQM)을 협약했다. 2013년 USAID는 PQM 프로그램을 5년(2019년 9월까지) 연장하고 기금을 1억 1천만 달러로 늘리고 프로그램의 지리적 범위를 확장했다.
PQM은 USAID 지원 국가가 환자에게 제공되는 의약품의 품질을 더 잘 보장하기 위해 품질 보증 및 품질 관리 시스템을 강화하는 데 도움이 되는 기본 메커니즘 역할을 한다. PQM에는 4가지 주요 목표가 있다.
- 품질보증(QA) 및 품질관리(QC) 체계 강화
- 품질보증의약품 공급 확대
- 표준 이하 및 위조 의약품의 가용성 방지
- 기술 리더십 및 글로벌 지원 제공

USP-USAID의 협력 노력은 35개국 이상에서 지역 사회가 의약품 품질을 개선하는 데 도움이 되었다. PQM은 현재 아프리카 보관됨 2015-01-06 - 웨이백 머신, 아시아 보관됨 2015-01-06 - 웨이백 머신, 유럽/유라시아 보관됨 2015-01-06 - 웨이백 머신, 카리브해/라틴 아메리카에서 보관됨 2015-01-06 - 웨이백 머신 활동하고 있다.

## 국제 협정 및 사무소
USP는 주로 다른 약전, 규제 기관, 제조업체 협회 등과의 계약을 통해 국제적으로 활동한다. 최근 몇 년 동안 USP는 중국 약전 위원회, 동남아시아 국가 연합(ASEAN)에 속한 9개국 및 연방 감시 서비스를 포함한 그룹과 일련의 양해각서(MOU)를 체결했다. 러시아 연방 (Roszdravnadzor)의 건강 관리 및 사회 개발에서. USP는 또한 스위스에 국제 사무소를 운영하고 있으며 브라질, 인도, 중국에 사무소와 연구소를 운영하고 있다.

## 같이 보기
- 화학적 순도
- 미국 식품의약국